# 洛冈·方丹
洛冈·方丹（法語：Logan Fontaine，1999年3月25日—），法国男子游泳运动员，2017年世界游泳锦标赛混合团体公开水域游泳金牌得主、2019年世界游泳锦标赛男子5公里公开水域游泳银牌得主、2022年世界短池游泳锦标赛男子800米自由泳铜牌得主。